# 鲍尔·鲁道夫
鲍尔·鲁道夫（匈牙利語：Bauer Rudolf，1879年1月2日—1932年11月9日），匈牙利男子田径运动员，主攻铁饼。他曾代表匈牙利参加1900年夏季奥林匹克运动会田径比赛，获得男子铁饼金牌。